# Gerendás György
Gerendás György (Budapest, 1954. február 23. –) olimpiai bajnok vízilabdázó, úszó, edző, sportvezető.

## Sportpályafutása
1959-től az FTC (Ferencvárosi Torna Club) úszója és vízilabdázója, 1978-tól a Budapesti Honvéd, 1983-tól a BVSC (Budapesti Vasutas Sport Club), majd 1988-tól 1990-ig az olasz Possilippo Napoli vízilabdázója volt. Úszásban is nyert magyar bajnoki címet, de kiemelkedő sporteredményeit vízilabdában érte el. 1975 és 1986 között 230 alkalommal szerepelt a magyar vízilabda-válogatottban. Két olimpián vett részt, 1976-ban, Montrealban tagja volt az olimpiai bajnok, 1980-ban Moszkvában az olimpiai bronzérmes magyar csapatnak. 1981-ben az év vízilabdázójának választották.  Az aktív sportolástól 1990-ben vonult vissza.

### Eredményei játékosként
- vízilabdában:
  - olimpiai bajnok (1976)
  - olimpiai 3. helyezett (1980)
  - kétszeres világbajnoki 2. helyezett (1978, 1982)
  - Európa-bajnok (1977)
  - Európa-bajnoki 2. helyezett (1983)
  - Világ Kupa-győztes (1979)
  - kétszeres KEK-győztes (1974, 1977)
  - Szuper Kupa-győztes (1977)
  - kétszeres magyar bajnok (1985, 1987)
  - kétszeres olasz bajnok (1988, 1989)
  - ötszörös Magyar Kupa-győztes (1973, 1976, 1977, 1979, 1987)
- úszásban:
  - magyar bajnok (1975: 4 × 100 m gyorsváltó)

## Sportvezetőként
1977-ben a Szegedi Élelmiszeripari Főiskolán üzemmérnöki oklevelet, 1981-ben Testnevelési Főiskolán vízilabda-szakedzői oklevelet szerzett. Játékos-pályafutása után a Nápoly edzője volt. 1992 augusztusában a BVSC edzője majd a vízilabda szakosztály igazgatója lett. Az 1996-os olimpiáig a magyar férfi vízilabda-válogatott edzője volt. 1996. decemberében pályázott a szövetségi kapitányi posztra, de nem kapott elég szavazatot. 1997-ben az MVLSZ elnökségének tagja lett (újraválasztva:1998). 1998-tól 2001-ig a Magyar Vízilabda-szövetség társelnöke volt. 2004-től 2014-ig az Egri Vízilabda Klub vezetőedzője volt. 2014 májusában a Ferencváros szakmai igazgatójának nevezték ki. 2015 szeptemberétől Benedek Tibor, majd Märcz Tamás szövetségi kapitányok mellett a magyar válogatottnál az edzői feladatokat is ellátta 2017 végéig.

### Eredményei edzőként
- OB I első helyezett (1996, 1997, 1998, 1999, 2011, 2013)
- OB I második helyezett (1993, 2000, 2001, 2008, 2009, 2010, 2012)
- OB I harmadik helyezett (1994, 2002, 2003, 2004, 2006, 2007)
- OB I negyedik helyezett (2005, 2015, 2016)
- Magyar kupa győzelem (1995, 2000, 2003, 2007, 2008)
- Magyar kupa második helyezett (2004, 2005, 2009, 2010)
- Magyar Szuperkupa győzelem (2003)
- BL 3. hely (2000)
- BL csoportkör (1997, 1998, 1999)
- Euro Liga csoportkör (2004, 2007, 2009)
- LEN-kupa második helyezett (2008)
- LEN-kupa elődöntő (1994, 1995, 2002)
- LEN-kupa negyeddöntő (2006)
- LEN-kupa selejtezők (2003)
- KEK második hely (1996)
- KEK elődöntő (2001)

Női
- Magyar kupa győzelem (2022)

### Büntetései
- 1994. február BVSC-Vasas, Magyar kupa 2 mérkőzés eltíltás
- 1994. november 26., BVSC-UTE 20 000 Ft pénzbüntetés
- 1996. április 15., BVSC-Vasas kupadöntő 5 mérkőzés eltíltás
- 1998. október 11., BVSC-FTC 100 000 Ft pénzbüntetés
- 1999. BL  1 mérkőzés eltíltás
- 1999. június 10., BVSC-FTC 1 mérkőzés eltíltás + 50 000 Ft pénzbüntetés
- 2000. június, BVSC-FTC 1 mérkőzés eltíltás
- 2003. április, Vasas-BVSC 1 mérkőzés eltíltás
- 2005. 2 mérkőzés eltíltás
- 2005. április, 3 mérkőzés eltíltás (1 év próbaidőre felfüggesztve)
- 2006. április, 8 hónap eltíltás + 1 év eltíltás felfüggesztve
- 2009. május, 3 mérkőzés eltíltás + 40 000 Ft pénzbüntetés

## Díjai, elismerései
- Az év magyar vízilabdázója (1981)
- Kiváló nevelő munkáért (1995)